# 何寨站
何寨站是位于陕西省西安市临潼区何寨街道的一个铁路车站，邮政编码710606。车站建于1978年，有包西铁路经过该站，并有通往徐兰高速铁路的联络线，现仅办理货运业务，不办理客运业务，车站及其上下行区间均已电气化。车站距离新丰镇站8公里，隶属西安铁路局韩城车务段，是四等站。